# Башева, Любомира
Любомира Любомирова Башева (род. 1996) — болгарская актриса. Известна участием в фильмах и сериалах, среди которых Жанетт в «Плохой девчонке», Лиззи в «Клубничной Луне», доктор Нора Чилингирова в «Украденной жизни» и Ева Вальчева в «Не думай обо мне».

## Биография
Родилась 28 ноября 1996 года в городе София. Она дочь Камелии Игнатовой (одной из золотых девочек Болгарии) и Любомира Башева, в честь которого она была названа. У него есть две старшие сестры — Мила и Елена, и один брат — Димитр. Она также является племянницей Лилии Игнатовой, спортсменки по художественной гимнастике.
В 2019 году окончил НАТФИЗ «Крастё Сарафов» по специальности «Актёрское мастерство драматического театра» под руководством доктора Атанаса Атанасова.
Башева играет в Драматическом театре «Рачо Стоянов» в городе Габрово. В 2014 году дебютировала в роли подростка-проститутки Моны в четвёртом сезоне сериала «Под прикрытием», транслировавшегося на БНТ.

## Театр
Национальная академия театрального и киноискусства
- 2019 — «Люди с чемоданами» — постановка Мартина Карова
- 2019 — «Мы, духовая музыка!» — постановка Петринеля Гочева
- 2019 — «Папас в движении» — постановка Атанаса Атанасова[болг.]

Драматичен театър „Рачо Стоянов“ 
- 2021 — Госпожа Керекова в «Свекрови» Антона Страшимирова — режиссёр Петринель Гочев
- 2021 — «Моби Дик» Германа Мелвилла — режиссёр Петринель Гочев
- 2022 — Айман-юноша в «Белградской трилогии» Биляны Срабланович — режиссёр Ана Батева
- 2022 — «Подземелье» Анны Петровой — режиссёр Петринель Гочев
- 2022 — «Жаворонок» — режиссёр Петринель Гочев

## Фильмография
- Под прикрытием (2014) — Мона, несовершеннолетняя проститутка
- Плохая девчонка (2019) — Жанетт
- Украденная жизнь (2019—2021) — доктор Нора Чилингирова
- Клубничная луна (2020) — Лиззи, подруга Рая
- Ятаган (2020) — Мила
- Не думай обо мне (2022) — Ева Вальчева